# Atheris nitschei
Atheris nitschei là một loài rắn trong họ Rắn lục. Loài này được Tornier mô tả khoa học đầu tiên năm 1902.

## Hình ảnh

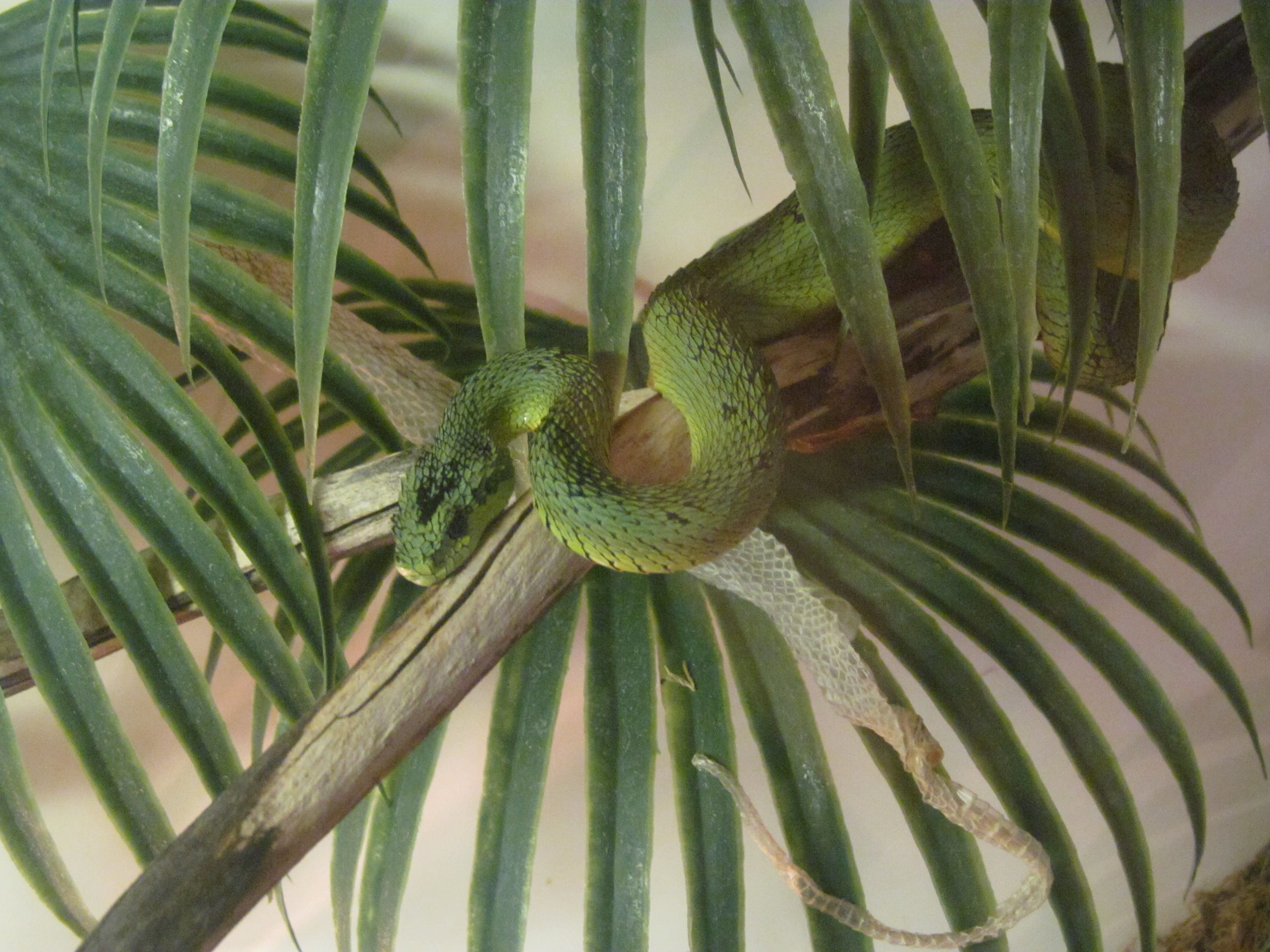